# Ocale
Ocale (em armênio: Ոքաղե; romaniz.: Ok’aŀē), segundo a Geografia de Ananias de Siracena (século VII), foi o maior gavar (cantão) da província de Taique, no Reino da Armênia. Seu nome possivelmente remonta ao Reino de Urartu, quando inscrições urartitas falam da terra de Cali. Compreendia uma área de 1 450 quilômetros quadrados no curso médio do rio Azorde (Tortum). No século XVIII, Ocale e o distrito vizinho de Azordasfora foram coletivamente referidos como Tortum. Próximo ao Tortum, em frente à aldeia do mesmo nome, está localizado o castelo de Ocale, sobre as fontes de um riacho chamado Cazarens, um tributário direito. No distrito também existe a famosa fortaleza de Tortum sobre outro tributário direito do Tortum que flui ao monte Dunlu. Em 591, o imperador Maurício recebeu vastas porções da Armênia sassânida em compensação da ajuda militar prestada ao xainxá Cosroes II (r. 590–628). Todos os distrito que compunham Taique foram incluídos na província recém-fundada da Armênia Profunda.